# Niederhafen

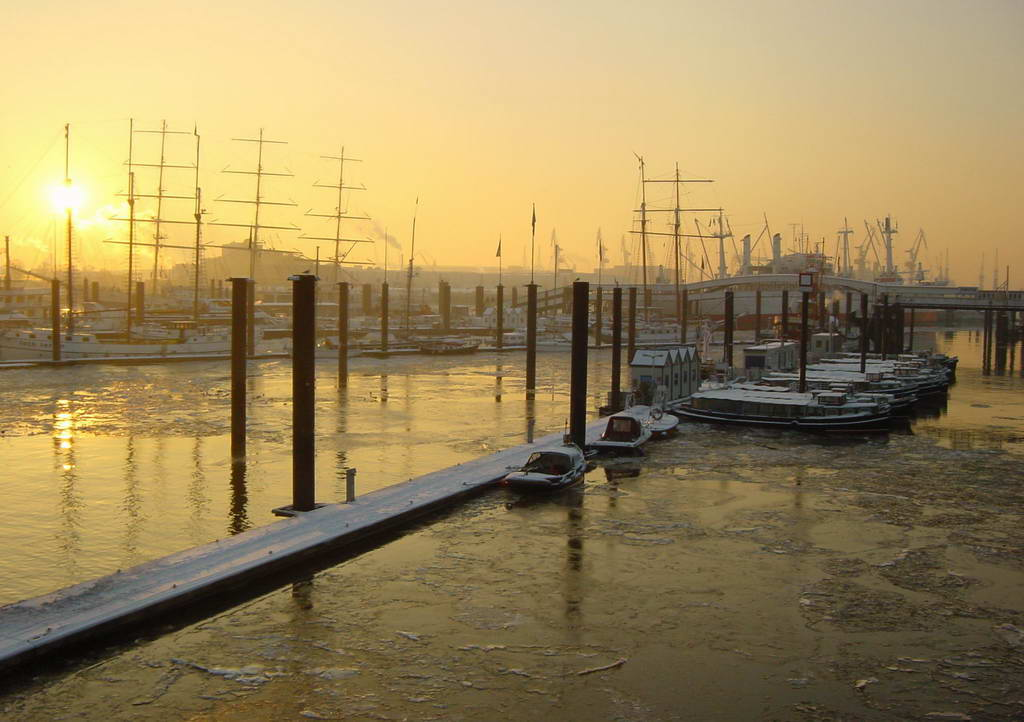
Niederhafen im Winter, Anleger des Brandenburger Hafens

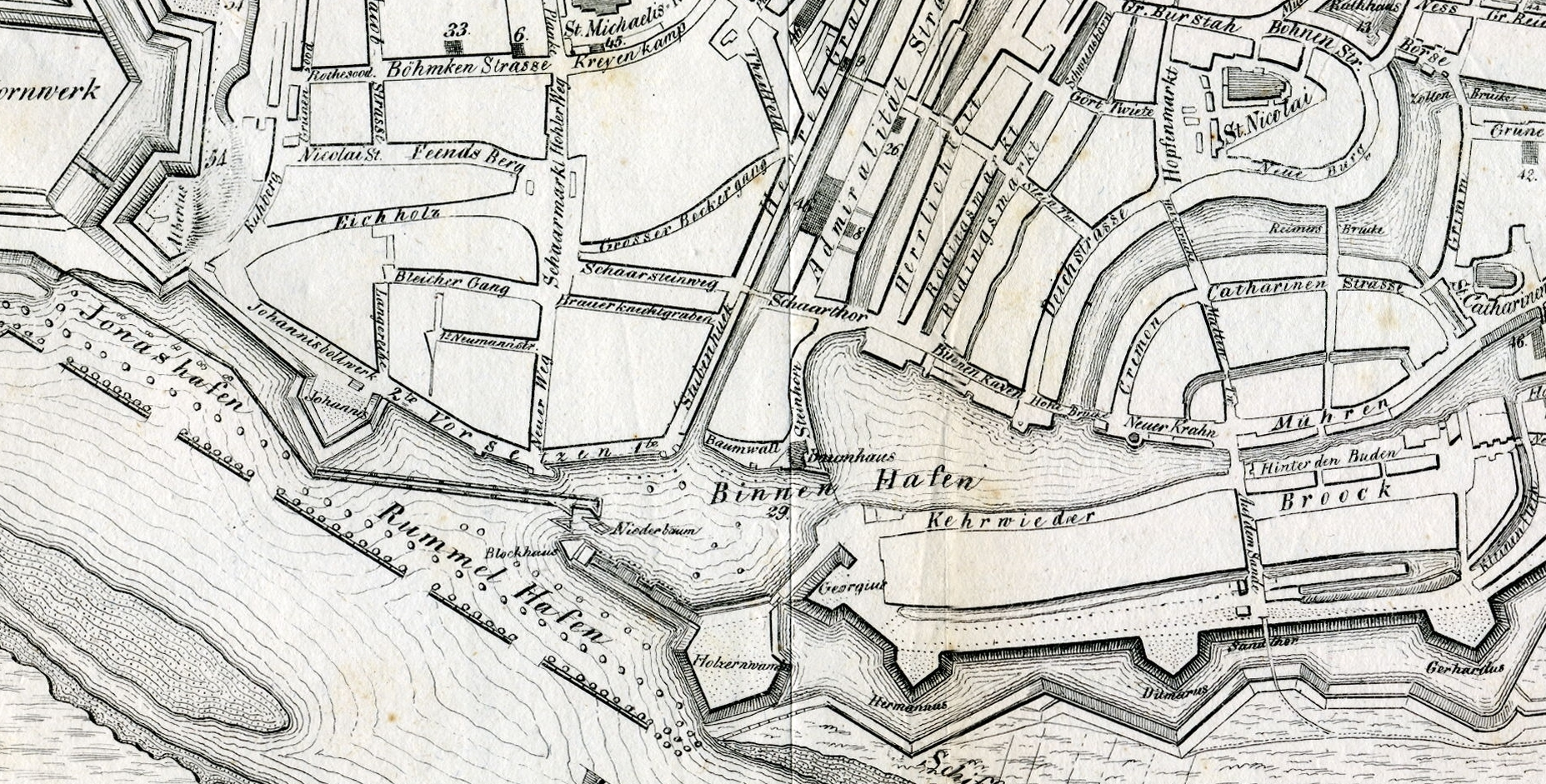
Karte des Niederhafens, 1813

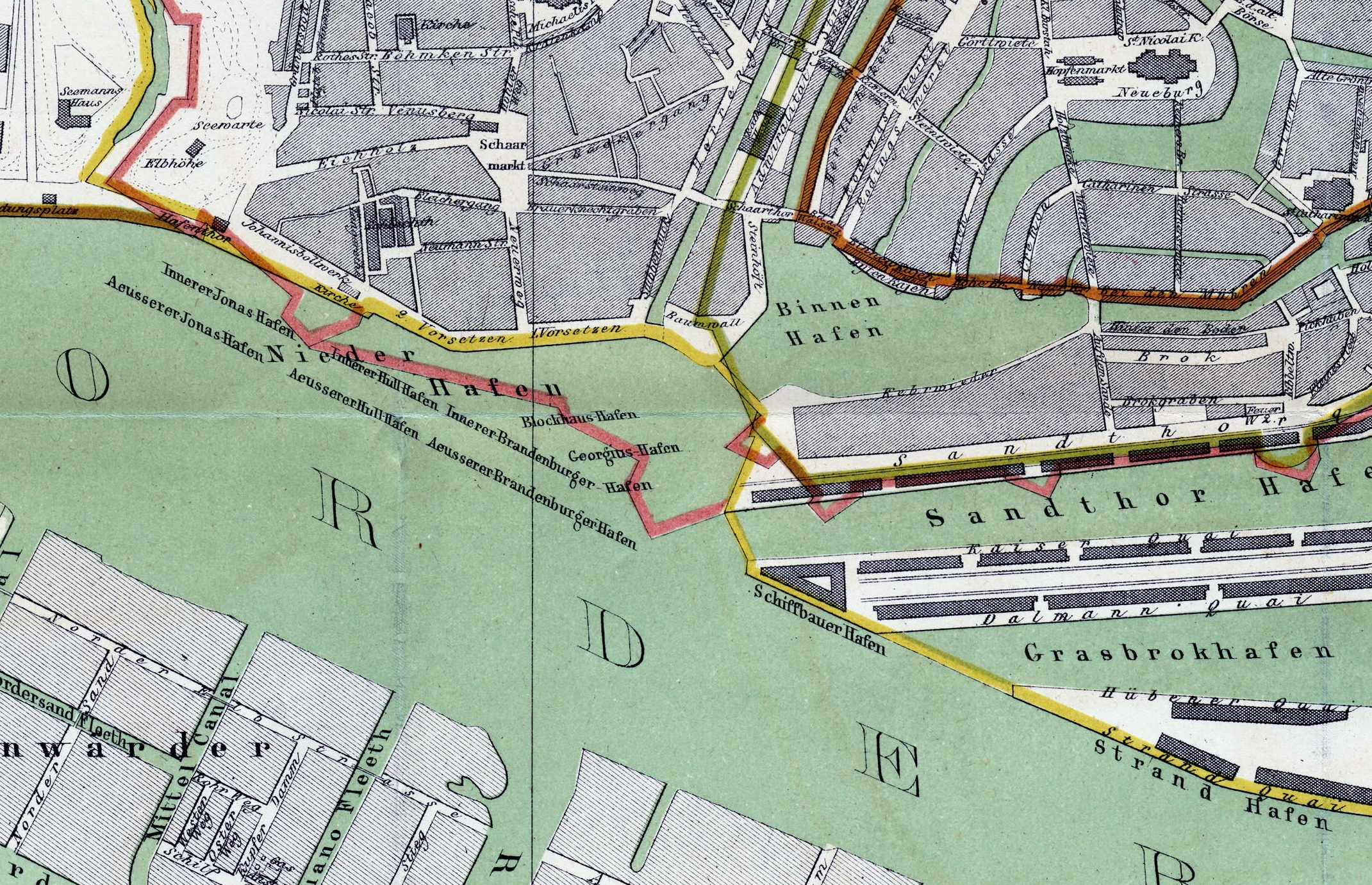
Karte des Niederhafens, 1880

Der Niederhafen ist ein am nördlichen Elbufer gelegener Teil des Hamburger Hafens, der ab Anfang des 18. Jahrhunderts als Hafenerweiterung vor dem den Binnenhafen schützenden Baumwall in die Norderelbe hinein gewachsen ist. Er war damit Hamburgs erster Elbhafen und wird heute als Yachthafen und Anleger der Barkassen-Centrale Ehlers für ihre Hafenrundfahrtschiffe genutzt. Er liegt zwischen den Kaimauern des Vorsetzen und dem Sandtorhöft des Großen Grasbrooks, der heutigen HafenCity und zieht sich im Westen über die Überseebrücke bis zu den St.-Pauli-Landungsbrücken. Zusammen mit dem Binnenhafen war er bis zur Errichtung des Sandtorhafens 1861 das wichtigste Umschlagszentrum.
Die ersten Anlagen waren die Kais am Vorsetzen. Da diese nach wenigen Jahren nicht mehr ausreichten, wurde 1767 als Reede im Strom eine Reihe von Duckdalben in die Elbe gerammt, an der die großen Segler fest machen konnten. Der Umschlag fand zu Wasser statt, die Güter wurden auf kleinere Schiffe, Ewer und Schuten umgeschlagen und über die zahlreichen Fleete und Wasserwege zu den Speichern und Märkten der Stadt transportiert. Aufgrund des unübersichtlichen Schiffsverkehrs in diesem Teil des Hafens erhielt der Niederhafen auch die Bezeichnung Rummelhafen. 1795 folgte eine zweite Dalbenreihe, die bis zum Jonas reichte, der Bastion Johannes der damaligen Stadtbefestigung.
In seiner Blütezeit war der Niederhafen in mehrere Hafenteile untergliedert: dem Blockhaushafen, direkt am Vorsetzen vor dem Baumwall, benannt nach einem Gebäude an der Hafeneinfahrt, dem Georgiushafen am Kehrwieder, benannt nach der Bastion Georgius der Hamburger Wallanlagen, die dem Kehrwieder vorgesetzt war, dem Inneren und dem Äußeren Brandenburger Hafen und dem Inneren und dem Äußeren Hullhafen. Im Westen schlossen sich der Innere und der Äußere Jonashafen an.
An der Stelle des ehemaligen Blockhaushafens liegt heute der City Sporthafen Hamburg. Die Anleger im östlichen Teil der Überseebrücke, wo auch das ausgemusterte britische Feuerschiff LV13 als Gastro- und Hotelschiff genutzt wird, werden nach wie vor Brandenburger Hafen genannt.

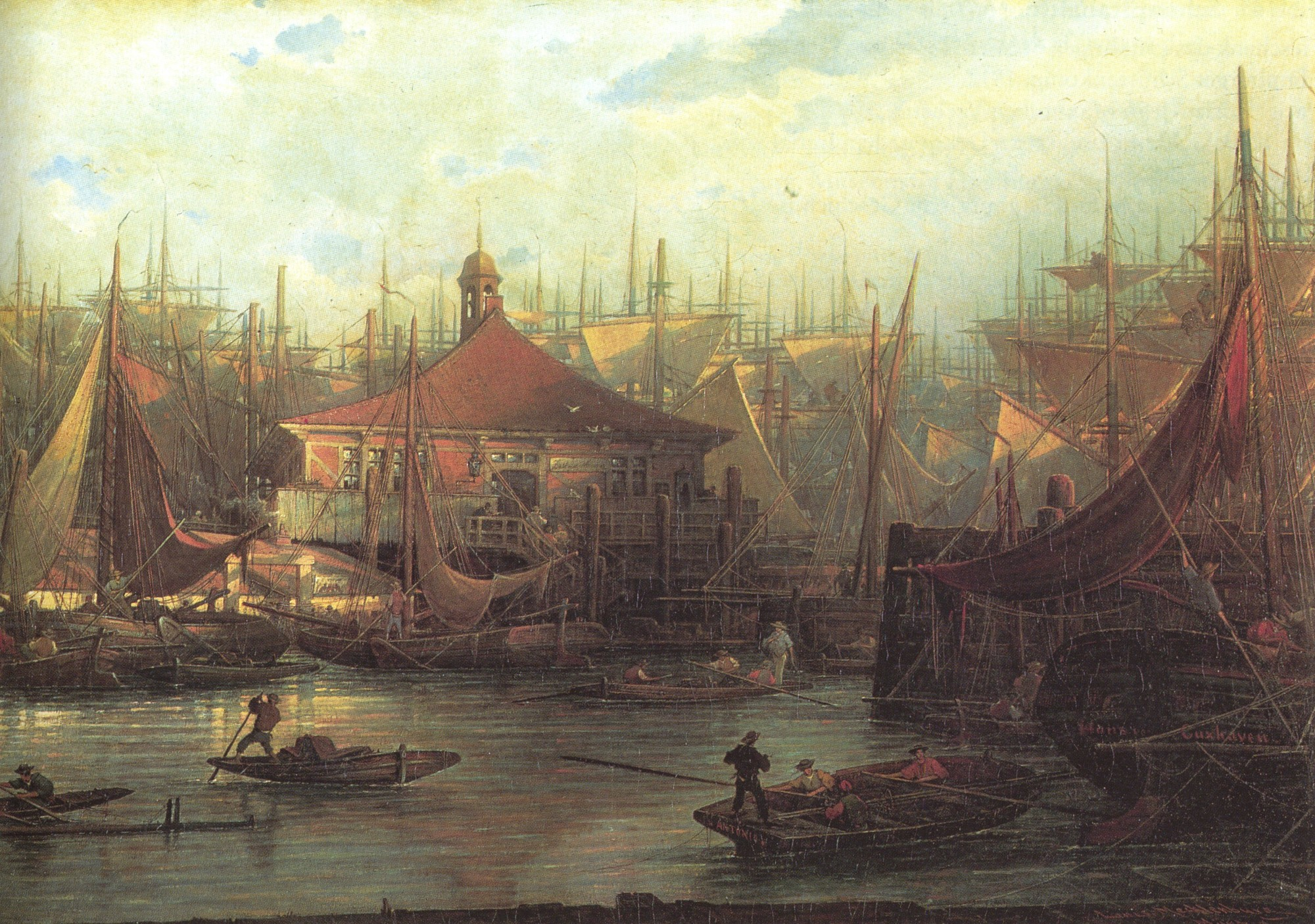
Rummelhafen vor dem Blockhaus am geöffneten Baumwall, um 1850
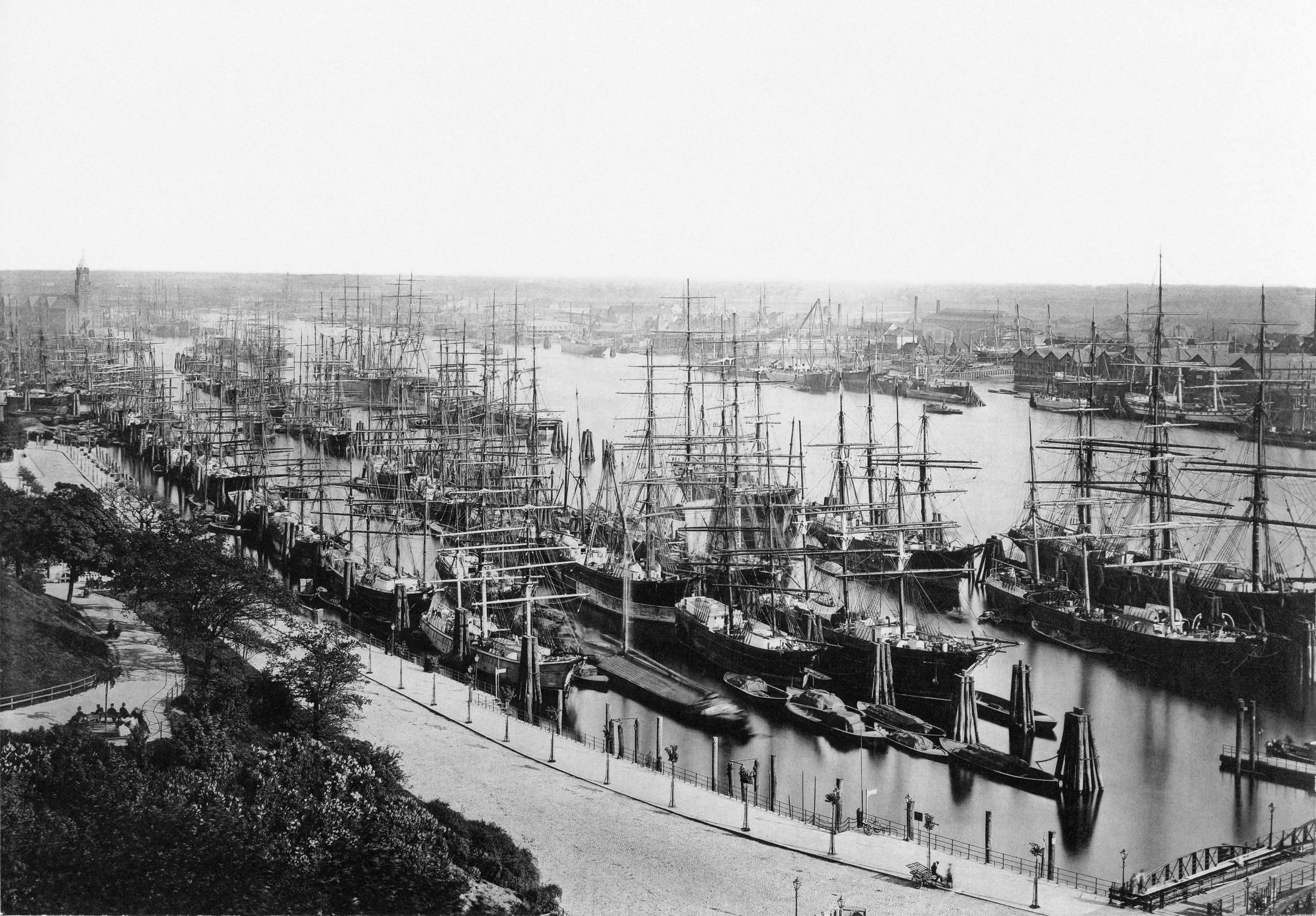
Reede im Strom: Duckdalbenreihen vom St. Pauli Landungsplatz bis zum Binnenhafen, 1883
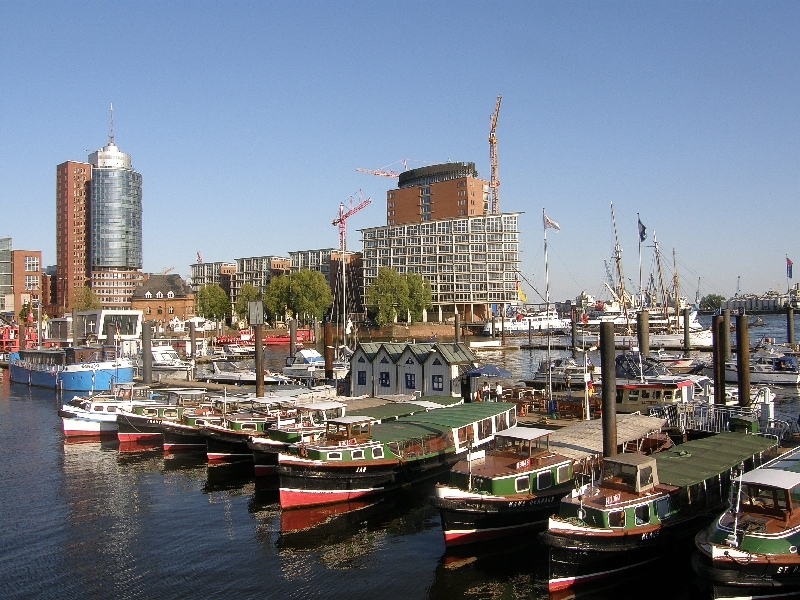
Blick über den Niederhafen auf den Sandtorhöft, 2008
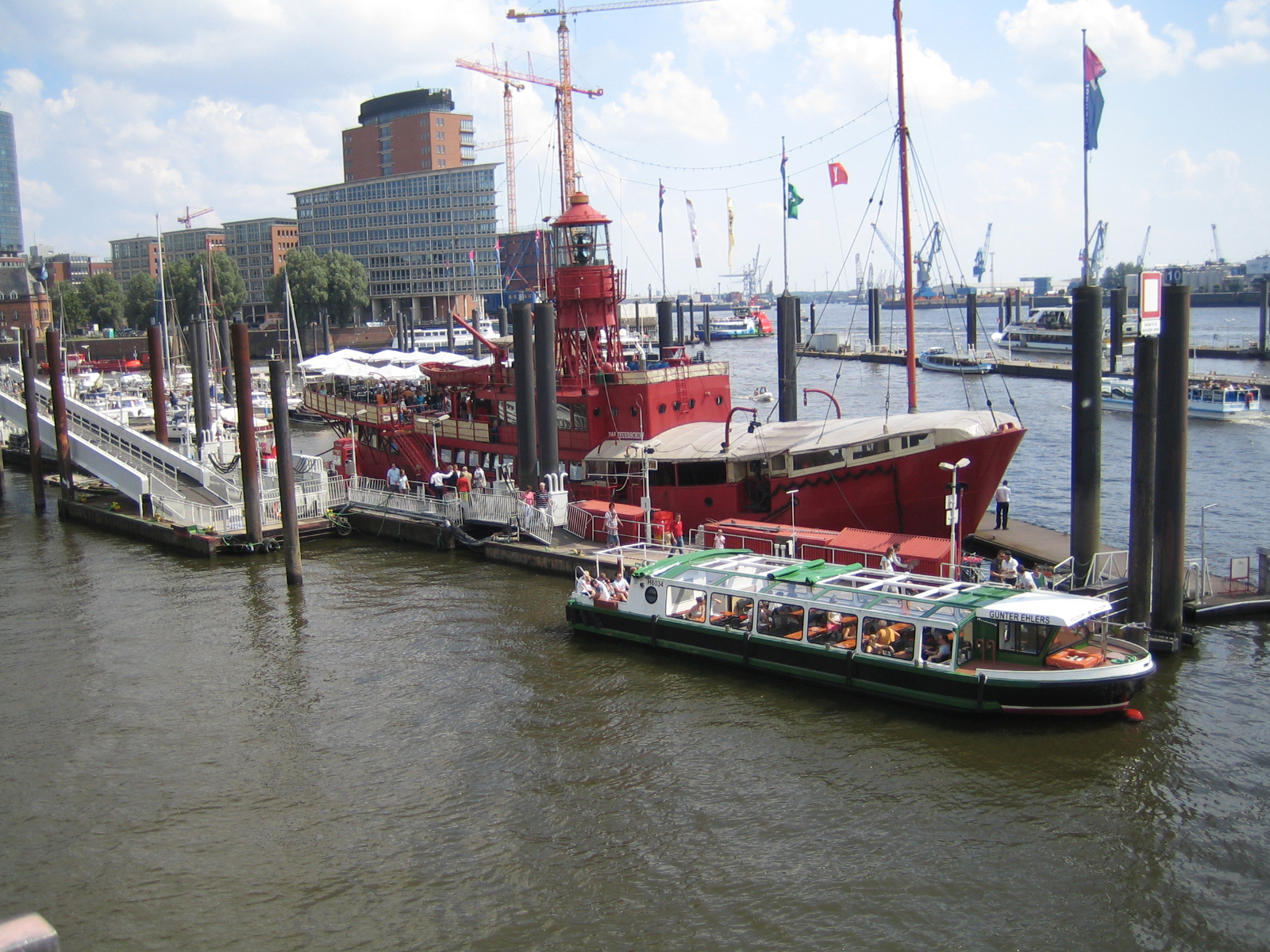
Ausgemustertes Feuerschiff und Hafenrundfahrtsschiff Anita Ehlers im Brandenburger Hafen, einem Teil des Niederhafens, 2014